# Gudrun Ensslin
 Der er for få eller ingen kildehenvisninger i denne artikel, hvilket er et problem. Du kan hjælpe ved at angive troværdige kilder til de påstande, som fremføres i artiklen.

Gudrun Ensslin (født 15. august 1940 i Bartholomä, død 18. oktober 1977 i Stammheim-fængslet, Stuttgart) var en tysk terrorist, der var med til at stifte den venstreorienterede terrorgruppe Rote Armee Fraktion. Ensslin, der dannede par med Andreas Baader, var gruppens intellektuelle overhoved og ideolog.

## Biografi
Ensslin var datter af en præst fra Schwaben. Fra 1960 til 1963 læste hun engelsk, tysk og pædagogik i Tübingen og fortsatte i 1964 sprogstudierne ved Freie Universität Berlin. Hun mødte Bernward Vesper, der delte hendes politiske interesse. De blev gift i 1965 og grundlagde sammen forlaget Studio für neue Literatur, som dog aldrig udgav en eneste bog. De fik sønnen Felix. I 1968 forlod Ensslin Vesper og fulgte med Andreas Baader til Frankfurt am Main.
Hun var aktiv i studenteroprøret i Berlin den 2. juni 1967, hvor pacifisten Benno Ohnesorg blev skudt og dræbt af politiet. Efter oprøret var hun meget kritisk overfor det, hun kaldte det vesttyske regime og mente, at landet var en regulær fascist-stat. I lighed med Ulrike Meinhof var Gudrun Ensslin RAF's ideolog. Organisationen udsprang af den tyske fredsbevægelse, men når politiet dræbte Ohnesorg fandt gruppen ikke, at der var noget alternativ til vold. Ensslin sammenlignede nazisternes vold mod jøderne med USA's bombninger i Vietnam.
Gennem voldelige aktioner ville RAF vise, at Vesttyskland var sårbart. I 1968 forsøgte hun sammen med Baader at sætte ild til to stormagasiner i Frankfurt am Main. Efter at være blevet løsladt i 1969 flyttede parret til Paris. Baader blev senere arresteret, men det lykkedes Ensslin at overtale Ulrike Meinhof til at hjælpe med at befri ham i maj 1970. Efterfølgende skabtes RAF med Ensslin og Baader som ledere. Ensslin var frem til foråret 1972 en af de drivende kræfter bag RAF's attentater og bankrøverier i Vesttyskland. Hun blev pågrebet den 7. juni 1972 i Hamburg og dømtes derefter i den længste og dyreste retssag i Tykslands historie. Først den 28. april 1977 faldt dommen: Livsvarigt fængsel.
Om morgenen den 18. oktober 1977 fandt man Ensslin og Baader døde i deres celler i højsikkerhedsfængslet Stammheim i Stuttgart. Et tredje medlem af RAF, Jan-Carl Raspe, var dødeligt såret og omkom senere på sygehuset. Dødsårsagen var ifølge retsmedicinerne selvmord, men RAF's sympatisører hævede, at Ensslin, Baader og Raspe var blevet henrettet af myndighederne. En fuldstændig undersøgelse af dødsfaldene har aldrig fundet sted. 30 år efter selvmordene blev det sandsynliggjort, at myndighederne under aflytning af cellerne var blevet bekendt med selvmordsplanerne og intet gjorde for at forhindre deres virkeliggørelse.[kilde mangler]

## Trivia
- Filmen De tyske søstre (på tysk: Die bleierne Zeit) fra 1981 med Margarethe von Trotta som instruktør er fiktion, men er inspireret af Gudrun Ensslins liv.